# Qualificazioni al campionato europeo di football americano Under-19 2011
Questa voce raccoglie un approfondimento sui risultati degli incontri e sulle classifiche per l'accesso alla fase finale del Campionato europeo di football americano Under-19 2011.
In seguito al ritiro della Svizzera i Paesi Bassi hanno ottenuto il passaggio al torneo di Kragujevac, mentre il successivo ritiro della Russia ha dato all'Austria l'accesso alla fase finale.

## Squadre partecipanti
Hanno partecipato alle partite di qualificazione 8 squadre:
| Pr. | Squadra            | Data di iscrizione | Partecipante in quanto | Ultima partecipazione ad un campionato europeo |
| --- | ------------------ | ------------------ | ---------------------- | ---------------------------------------------- |
| 1   | Italia U-19        |                    |                        |                                                |
| 3   | Gran Bretagna U-19 |                    |                        |                                                |
| 4   | Paesi Bassi U-19   |                    |                        |                                                |
| 6   | Rep. Ceca U-19     |                    |                        |                                                |
| 2   | Serbia U-19        |                    |                        |                                                |
| 5   | Danimarca U-19     |                    |                        |                                                |
| 7   | Finlandia U-19     |                    |                        |                                                |
| 8   | Francia U-19       |                    |                        |                                                |

## Risultati

### Turno preliminare
| 29 marzo 2010 | Italia | 19 – 24 (6-6 6-6 7-12 0-0) | Rep. Ceca |  |

| Utrecht 26 maggio 2010, ore 14:00 | Paesi Bassi | 13 – 18 | Gran Bretagna | Sportpark Overecht Noord |

### Torneo di Kragujevac

#### Tabellone
|  | Semifinali         | Semifinali         | Semifinali  |             |                  | Finale             | Finale             | Finale          |  |
|  |                    |                    |             |             |                  |                    |                    |                 |  |
|  | Paesi Bassi U-19   | Paesi Bassi U-19   | 14          |             |                  |                    |                    |                 |  |
|  | Paesi Bassi U-19   | Paesi Bassi U-19   | 14          |             |                  |                    |                    |                 |  |
|  | Rep. Ceca U-19     | Rep. Ceca U-19     | 7           |             |                  |                    |                    |                 |  |
|  | Rep. Ceca U-19     | Rep. Ceca U-19     | 7           |             | Paesi Bassi U-19 | Paesi Bassi U-19   | 15                 |                 |  |
|  |                    |                    |             |             | Paesi Bassi U-19 | Paesi Bassi U-19   | 15                 |                 |  |
|  |                    |                    | Serbia U-19 | Serbia U-19 | 28               |                    |                    |                 |  |
|  | Serbia U-19        | Serbia U-19        | Serbia U-19 | Serbia U-19 | 28               | 13                 |                    |                 |  |
|  | Serbia U-19        | Serbia U-19        |             |             |                  | 13                 |                    |                 |  |
|  | Gran Bretagna U-19 | Gran Bretagna U-19 | 12          |             |                  | Finale 3º posto    | Finale 3º posto    | Finale 3º posto |  |
|  | Gran Bretagna U-19 | Gran Bretagna U-19 | 12          |             |                  |                    |                    |                 |  |
|  |                    |                    |             |             |                  |                    |                    |                 |  |
|  |                    |                    |             |             |                  | Rep. Ceca U-19     | Rep. Ceca U-19     | 0               |  |
|  |                    |                    |             |             |                  | Rep. Ceca U-19     | Rep. Ceca U-19     | 0               |  |
|  |                    |                    |             |             |                  | Gran Bretagna U-19 | Gran Bretagna U-19 | 18              |  |

#### Semifinali
| Kragujevac 20 agosto 2010 | Paesi Bassi | 14 – 7 | Rep. Ceca |  |

| Kragujevac 20 agosto 2010, ore 17:00 | Serbia | 13 – 12 | Gran Bretagna |  |

#### Finali

##### Finale 3º - 4º posto
| Kragujevac 2010 | Rep. Ceca | 0 – 18 | Gran Bretagna |  |

##### Finale
| Kragujevac 22 agosto 2010 | Serbia | 28 – 15 (0-0 7-9 14-0 7-6) referto | Paesi Bassi |  |

### Play off
| La Courneuve 23 aprile 2011 | Francia   | 36 – 0 (0-0 7-0 14-0 15-0) referto | Serbia |  |
| Ahidazan 13':58" Q2 ( TD ) 39yd run Bertellin Q2 ( pat ) Ahidazan 12':00" Q3 ( TD ) 13yd run Ahidazan Q3 ( tpc ) Ahidazan 9':00" Q3 ( TD ) 7yd run Betza 14':00" Q4 ( TD ) 13yd run Malek Q4 ( pat ) de la Roque 1':00" Q4 ( TD ) 17yd pass from Soler Mahmoudi Q4 ( tpc ) Marcatori |           |                                    |        |  |
| |           |                                    |        |  |
| Ahidazan 13':58" Q2 (TD) 39yd run Bertellin Q2 (pat) Ahidazan 12':00" Q3 (TD) 13yd run Ahidazan Q3 (tpc) Ahidazan 9':00" Q3 (TD) 7yd run Betza 14':00" Q4 (TD) 13yd run Malek Q4 (pat) de la Roque 1':00" Q4 (TD) 17yd pass from Soler Mahmoudi Q4 (tpc)                             | Marcatori |                                    |        |  |

| 30 aprile 2011 | Danimarca | 20 – 14 (7-0 10-0 0-7 3-7) | Finlandia |  |

## Verdetti
- Francia e Danimarca ammesse al Campionato europeo di football americano Under-19 2011.